# WASP-15
WASP-15는 바다뱀자리 방향으로 지구로부터 약 1,000 광년 떨어져 있는 항성이다. 겉보기 등급은 약 +11로 맨눈으로는 볼 수 없다. 이 별은 태양보다 더 무겁고, 크고, 뜨거우며 밝다. 그러나 대기중 중원소 함량은 태양보다 적다. WASP-15 주위를 도는 외계 행성 WASP-15b가 발견된바 있으며 이 행성은 비정상적으로 반지름이 큰 뜨거운 목성이다. 이처럼 덩치가 큰 이유로 내부 열원 때문에 가열되어 부풀어 올랐을 것으로 보고 있다. 이 별은 슈퍼 WASP 프로그램의 일환으로 2006년 관측되었으며 이후 2007년과 2008년에 추가 연구 및 분석이 이루어졌다. 그 결과 통과법 및 도플러 분광법을 이용하여 외계 행성 WASP-15b를 발견하게 되었다.

## 관측 역사
WASP-15를 최초로 관측한 곳은 남아프리카 천문 관측소(South African Astronomical Observatory)로 이 곳에서 행성탐사 프로젝트 슈퍼WASP의 남반구 하늘 관측을 맡았으며 별의 밝기와 천구좌표를 등록했다. 상기 정보는 2006년 5월 4일~2006년 7월 17일 사이 카메라 영역 1개 내에 잡혔고 이후 2007년 1월 31일 ~동년 7월 7일, 2008년 1월 31일~동년 5월 29일 사이 2개 카메라를 겹친 영역 안에 잡혔다.
자료 처리 후 24943개의 자료점이 확보되었고 이로부터 어떤 천체가 항성 앞을 3.7520일에 1회 통과하거나 가로지르고 있다고 추정할 수 있었다. 전체 혹은 부분적인 통과 현상이 대략 11회 관측되었다. 2008년 3월 29일 칠레 소재 라 실라 천문대 내 1.2미터 레온하드 율러 망원경에 설치된 율러CAM 광도계를 이용하여 행성이 별 앞을 지나간다는 보다 확고한 증거를 얻었다. 이후 2008년 3월 6일부터 7월 17일 사이 율러 망원경의 CORALIE 분광기를 이용, 도플러 분광법을 응용하여 21개의 시선속도 측정자료를 얻었다. 이 자료를 분석한 결과 훗날 WASP-15b로 명명되는 행성의 존재가 드러났다.

## 특징
WASP-15의 질량은 태양보다 18% 크며 분광형상 F형 항성으로 분류할 수 있다. 반지름은 태양보다 47.7% 크다. 따라서 이 별은 태양보다 크고 무겁다. 표면 온도는 6300 K으로 태양보다 뜨겁다. 금속함량은 [Fe/H] = -0.17로 철의 양이 태양의 67.6% 수준이며 나트륨, 마그네슘, 규소, 칼슘, 스칸듐의 양은 태양보다 훨씬 적다. 나이는 약 39억 년이다. 광도는 태양의 3.09배 수준이다.
이 별은 지구로부터 약 1004 광년 떨어져 있으며 겉보기 등급은 10.9이다. 따라서 망원경 없이는 이 별을 볼 수 없다.

## 행성계
WASP-15는 외계 행성 WASP-15b를 거느리고 있다. 행성 b는 뜨거운 목성으로 어머니 별을 불과 0.0499 AU 떨어져 3.7520656 일에 한 바퀴 돌고 있다. b의 발견자들은 이 별이 비정상적으로 덩치가 큰 것에 놀랐는데 그 반지름은 목성보다 42.8% 더 컸다. 그러나 질량은 목성의 54.2%에 불과했다. 이처럼 거대한 부피의 원인은 단순히 항성으로부터 가까워서만이 아니라 조석열 또는 내부열 기작 등이 연관되어 있기 때문일 것으로 추측하고 있다.